# El Pas de la Casa
El Pas de la Casa és un nucli de població situat a la parròquia d'Encamp, Andorra. La seva població és de 1.950 habitants (2018).
El seu nom prové de la cabana de pastors que hi havia a l'indret a l'inici del segle xx, que s'havia conegut antigament com a Pas del Bac o Bac de la Casa. En francès s'utilitzen de manera extraoficial les denominacions Le Pas de la Case o Pas de la Case per a referir-se a l'indret. De fet, el francès és la segona llengua més utilitzada al Pas de la Casa en la retolació dels establiments comercials, després del català, a causa de la forta presència de francesos a l'assentament.

## Geografia
El poble està situat al costat de la frontera entre Andorra i França, a 2.050 metres sobre el nivell del mar. El nucli urbà del Pas de la Casa ressegueix exactament el termenal amb la comuna de Porta, de l'Alta Cerdanya, però no hi entra en cap indret. És, com a potent centre comercial durant tot l'any, molt a prop de l'estació d'esquí de Grandvalira.
Es tracta de l'únic assentament d'Andorra situat al vessant atlàntic, situat molt a prop del naixement del riu Arieja, en l'àrea coneguda com la Solana d'Andorra. El territori del Pas de la Casa forma part de la parròquia d'Encamp fruit d'un contracte d'emfiteusi, tot i que és un poble llunyà del centre de la parròquia. És per això que hi ha certa voluntat de crear una parròquia independent per aquest poble, cosa per la qual s'hauria de canviar la Constitució del 1993.

### Clima
El clima del Pas de la Casa d'alta muntanya, considerat dfc per la classificació climàtica de Köppen,
La temperatura mitjana anual és de 3.8 °C. El mes més fred és el febrer, amb una temperatura mitjana de -2.5 °C, i el mes més càlid és l'agost, amb una temperatura mitjana de 12.2 °C. La temperatura mínima absoluta és de -30.0 °C, la més baixa mai registrada a Andorra.
Quant a precipitació, el Pas de la Casa és un indret molt nevós/plujós, amb una precipitació mitjana anual de 1276 mm. El més amb més precipitació és el maig, amb 134 mm, i el mes més sec és el juliol, amb 84 mm. Les precipitacions a l'hivern, inicis de la primavera i la darreria de la tardor són majoritàriament en forma de neu.
| Dades climàtiques a El Pas de la Casa | Dades climàtiques a El Pas de la Casa | Dades climàtiques a El Pas de la Casa | Dades climàtiques a El Pas de la Casa | Dades climàtiques a El Pas de la Casa | Dades climàtiques a El Pas de la Casa | Dades climàtiques a El Pas de la Casa | Dades climàtiques a El Pas de la Casa | Dades climàtiques a El Pas de la Casa | Dades climàtiques a El Pas de la Casa | Dades climàtiques a El Pas de la Casa | Dades climàtiques a El Pas de la Casa | Dades climàtiques a El Pas de la Casa | Dades climàtiques a El Pas de la Casa |
| Mes                                   | gen                                   | febr                                  | març                                  | abr                                   | maig                                  | juny                                  | jul                                   | ag                                    | set                                   | oct                                   | nov                                   | des                                   | anual                                 |
| ------------------------------------- | ------------------------------------- | ------------------------------------- | ------------------------------------- | ------------------------------------- | ------------------------------------- | ------------------------------------- | ------------------------------------- | ------------------------------------- | ------------------------------------- | ------------------------------------- | ------------------------------------- | ------------------------------------- | ------------------------------------- |
| Màxima mitjana °C (°F)                | 0.5 (32.9)                            | 0.9 (33.6)                            | 2.5 (36.5)                            | 4.5 (40.1)                            | 8.6 (47.5)                            | 13.0 (55.4)                           | 16.6 (61.9)                           | 16.1 (61)                             | 13.1 (55.6)                           | 8.3 (46.9)                            | 3.8 (38.8)                            | 0.7 (33.3)                            | 7.3 (45.1)                            |
| Mitjana diària °C (°F)                | −2.5 (27.5)                           | −2.5 (27.5)                           | −1.0 (30.2)                           | 0.6 (33.1)                            | 4.6 (40.3)                            | 8.8 (47.8)                            | 12.2 (54)                             | 11.8 (53.2)                           | 9.3 (48.7)                            | 4.9 (40.8)                            | 0.6 (33.1)                            | −2.0 (28.4)                           | 3.7 (38.7)                            |
| Mínima mitjana °C (°F)                | −5.5 (22.1)                           | −5.8 (21.6)                           | −4.4 (24.1)                           | −3.2 (26.2)                           | 0.6 (33.1)                            | 4.6 (40.3)                            | 7.8 (46)                              | 7.6 (45.7)                            | 5.5 (41.9)                            | 1.5 (34.7)                            | −2.5 (27.5)                           | −4.6 (23.7)                           | −0.1 (31.8)                           |
| Mínima rècord °C (°F)                 | −30.0 (−22)                           | −21.0 (−5.8)                          | −19.5 (−3.1)                          | −17.0 (1.4)                           | −12.5 (9.5)                           | −6.0 (21.2)                           | −2.5 (27.5)                           | −2.0 (28.4)                           | −8.0 (17.6)                           | −15.5 (4.1)                           | −20.5 (−4.9)                          | −19.0 (−2.2)                          | −30.0 (−22)                           |
| Precipitació mitjana mm (polzades)    | 94 (3.7)                              | 90 (3.54)                             | 105 (4.13)                            | 101 (3.98)                            | 134 (5.28)                            | 118 (4.65)                            | 84 (3.31)                             | 106 (4.17)                            | 101 (3.98)                            | 115 (4.53)                            | 116 (4.57)                            | 112 (4.41)                            | 1.276 (50,24)                         |
| Neu mitjana cm (polzades)             | 197 (77.6)                            | 295 (116.1)                           | 267 (105.1)                           | 232 (91.3)                            | 186 (73.2)                            | 59 (23.2)                             | 13 (5.1)                              | 1 (0.4)                               | 10 (3.9)                              | 26 (10.2)                             | 49 (19.3)                             | 146 (57.5)                            | 1.481 (583,1)                         |
| Font:                                 |                                       |                                       |                                       |                                       |                                       |                                       |                                       |                                       |                                       |                                       |                                       |                                       |                                       |

## Història

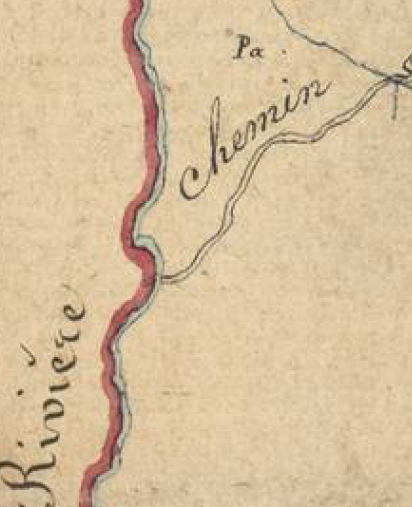
El Pas de la Casa en el Cadastre Napoleònic del 1812 (Arxius Departamentals dels Pirineus Orientals)

La història del Pas de la Casa com a assentament és força recent. A l'inici del segle xx només hi havia una cabana, la Cabana del Vaquer, que estava situada a prop del gual per on es creuava el riu Arieja abans de la construcció d'un pont modern i era utilitzada a l'estiu per pastors que provenien sobretot de la Cerdanya i l'Alta Arieja per tal de controlar el bestiar que pasturava en aquella àrea, coneguda amb els noms de la Pleta i el Saliner. En aquella època també s'hi practicava la caça de l'isard, sobretot per caçadors francesos vinguts del Tarn.
No va ser fins al 1928 que Miquel Muntanya va obtenir un permís per part del Comú d'Encamp de construir un refugi a la riba esquerra del riu Arieja, és a dir, en territori andorrà. L'any següent, el 1929, l'empresa Forces Hidroelèctriques d'Andorra (FHASA) va començar a construir la carretera que uniria el Pas de la Casa, i de retruc Andorra, amb França i la resta d'Europa, que s'inaugurà el 1933. El mateix any l'administració francesa hi va establir una duana, igual que va fer l'administració andorrana poc després. El monopoli comercial de Muntanya es va acabar el 1934, quan començà a tenir competència amb la construcció per part de Joan de Tolosa d'un altre refugi, el Refugi dels Isards. Un tercer establiment comercial va ser establert l'any 1945 pel senyor Borra, l'anomenat Xalet Sports Borra Bar-Restaurant. En aquella època, després de la fi de la Segona Guerra Mundial, que va causar una greu crisi econòmica a França, va començar una etapa de barraquisme que va durar mitja dècada.

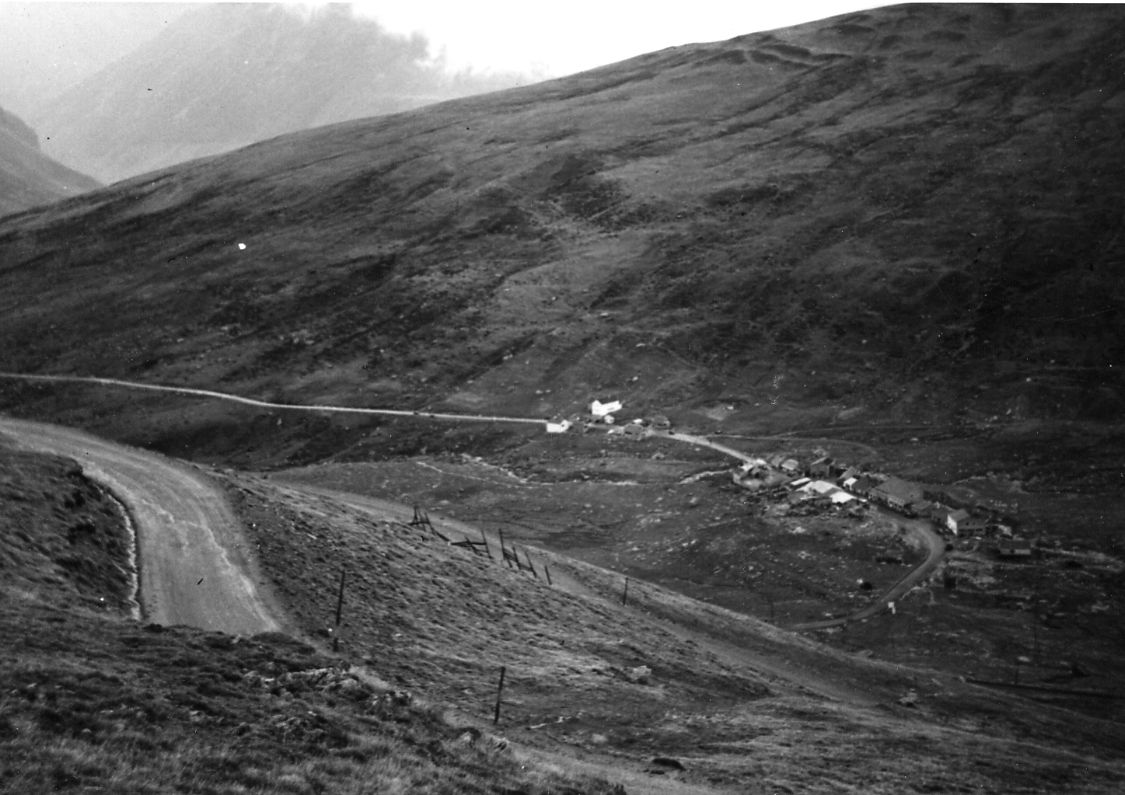
El Pas de la Casa el 1957

Aquesta etapa de crisi a França causada per la guerra va fer avançar, tanmateix, el desenvolupament comercial de l'assentament, car mercaderia comprada pel refugiat català originari del Pallars Amadeu Cirici i Pedro a l'altre costat de la frontera espanyola era transportada cap al Pas de la Casa per després ésser venuda a l'assentament. Aleshores els clients ja eren majoritàriament francesos a la recerca d'articles diversos com vitualles, roba, begudes, conserves, cafè en sacs, xocolata, sucre o arròs a un preu més baix que a França. L'any 1948 s'hi edificà la primera casa d'obra, i el 1957 s'hi començà a construir una estació de ràdio a uns 2.500 m d'altitud, l'Estació de Sud Ràdio, edifici que va ser visitat el 23 d'octubre de 1967 pel President de la República Francesa Charles de Gaulle durant la seva visita oficial a Andorra. L'any 1958 també hi arribà la línia telefònica. A tall de curiositat, va existir l'anomenat Front Envaliran de Libération, format per un grup de francesos que residien al Pas i que pretenien incorporar-lo a França.

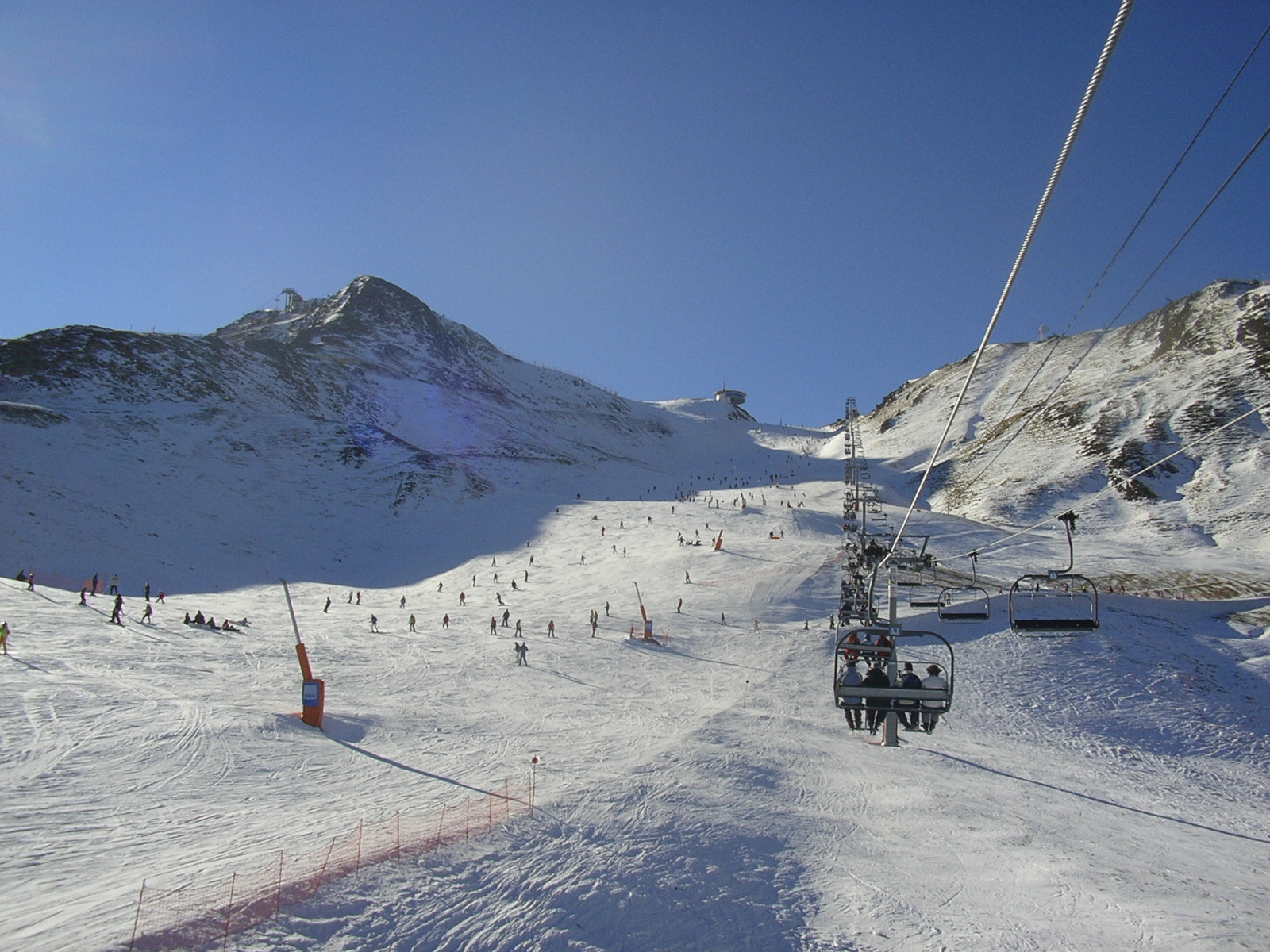
Un teleesquí a prop del Pas de la Casa, que pertany a l'estació d'esquí de Grandvalira.

L'any 1956 van començar les obres d'instal·lació del primer teleesquí, que va ser finalitzat l'hivern del 1956-57 gràcies al finançament de Francesc Viladomat. Amb una longitud d'uns 2.000 m, el teleesquí connectava el Pas de la Casa amb una zona propera al Pic Blanc, a uns 2.500 m d'alçada. A partir d'aquell moment es donà inici a la veritable transformació del Pas de la Casa, amb la construcció progressiva, però constant, d'edificis moderns i confortables equipats amb aigua, electricitat, telèfon i calefacció, així com a l'obertura d'una escola, a l'asfalt dels carrers i a l'establiment d'una administració oficial i una església, entre molts altres serveis.
El turisme va ser potenciat, a més, quan a partir de l'any 1958 es va obrir el Port d'Envalira durant la temporada hivernal, que va permetre que els esquiadors poguessin accedir a l'indret. Als anys 1960, el Pas de la Casa ja era una coneguda destinació turística, amb una clientela fidel atreta per la seva oferta comercial i esportiva. Va ser durant aquesta dècada quan es van establir els Censos Emfitèutics, els contractes de lloguer amb una duració de 70 anys. Per a les parcel·les ja ocupades i les que s'ocupessin en un futur. El 1996 el Pas de la Casa ja disposava de 20 teleesquís i 7 telecadires i un total de 48 pistes que sumaven un total de 75 km. La seva població, de tan sols desenes de persones a inicis dels anys 1960, ja havia augmentat a 1.130 habitants l'any 1983 i a 3.099 habitants l'any 2006. L'any 2002, amb la inauguració del Túnel d'Envalira, es va connectar l'assentament amb la resta d'Andorra d'una manera més ràpida, tot evitant el Port d'Envalira.
Situat en el vessant de l'Arieja, hi ha hagut moviments per incorporar la població a la comuna de Porta o bé a la de L'Ospitalet, així com tot el territori a llevant del Port d'Envalira. Sense cap mena de consentiment andorrà, les propostes no han avançat. També existeix un projecte de túnel per tal d'unir el Pas de la Casa directament amb Porta a través d'un metro subterrani, per tal d'evitar el pas de carretera pel Coll de Pimorent, un tram de carretera tortuós i difícil, sobretot a l'hivern. El projecte és d'iniciativa de la Cambra de Comerç andorrana. Avui dia, el poble ha esdevingut la principal destinació d'esquí d'Andorra per la seva proximitat a l'estació d'esquí de Grandvalira, d'on provenen la gran majoria dels esquiadors que pernocten i fan ús dels serveis que ofereix l'assentament. Es tracta d'un gran centre d'esports de la neu, amb més de 30 hotels, un gran nombre d'apartaments, centres comercials, botigues de tot tipus i nombrosos restaurants, entre els quals hom troba un restaurant McDonald's i un restaurant Burger King.

## Transport

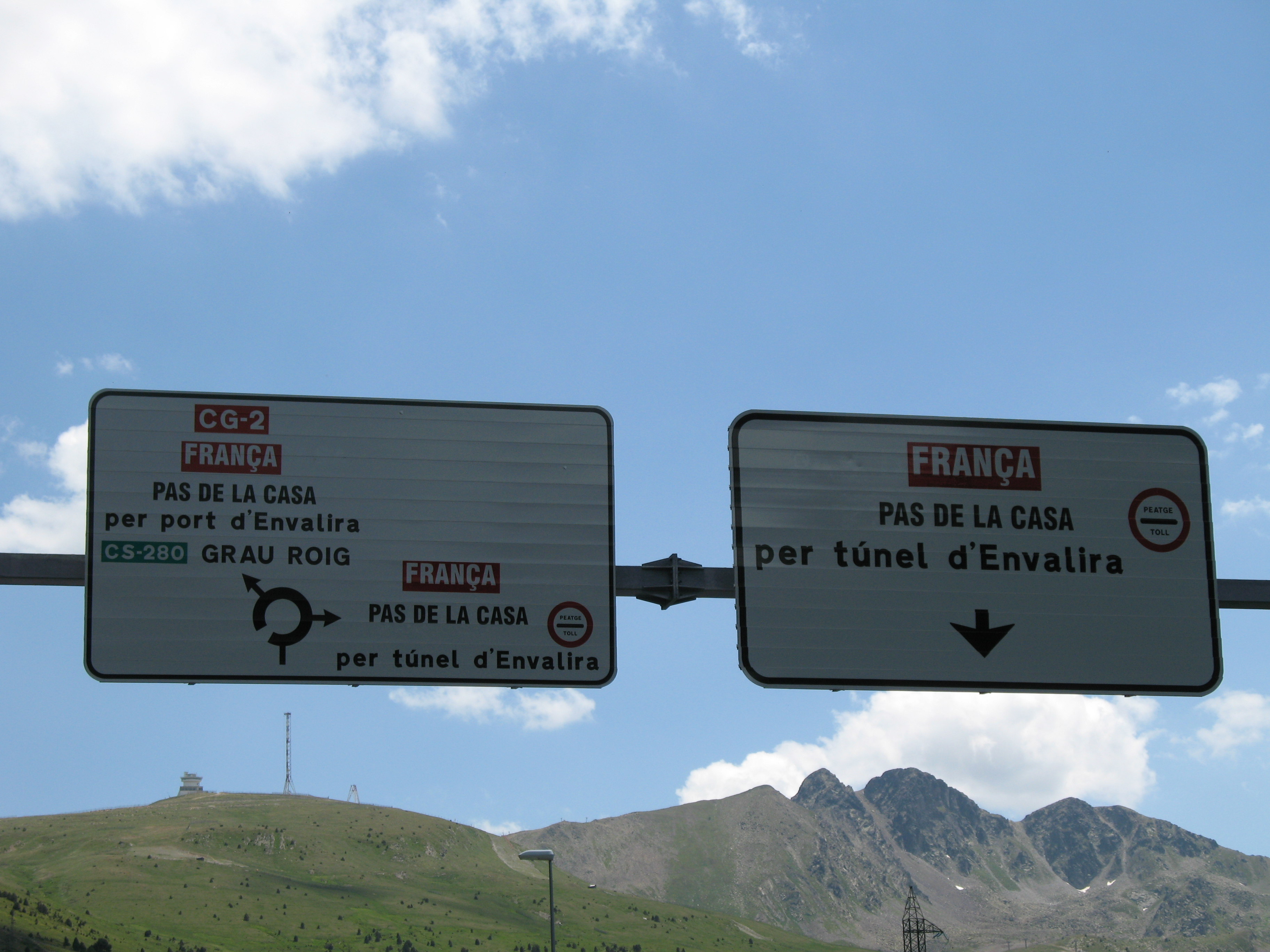
Senyal viari del Pas de la Casa

- Autobusos interurbans d'Andorra
  - L4: 201 (l'Església)
- Xarxa de Carreteres d'Andorra
  - CG-2